# Vlkoš (Hodoníni járás)
Vlkoš település Csehországban, Hodoníni járásban. Vlkoš Skoronice, Kelčany, Vracov, Kyjov és Kostelec településekkel határos. Lakosainak száma 1026 fő (2024. január 1.).

## Népesség
A település lakosságának változását az alábbi diagram mutatja:
| Lakosok száma | 752  | 840  | 931  | 940  | 1034 | 1034 | 1065 | 1045 | 1042 | 1026 |
|               | 1869 | 1890 | 1921 | 1950 | 1980 | 2001 | 2017 | 2019 | 2022 | 2024 |